# Griva de les Bonin
La griva de les Bonin (Zoothera terrestris) és un ocell extint de la família dels túrdids (Turdidae).

## Hàbitat i distribució
Habitava les illes Bonin, properes al Japó meridional.